# Sarran
 Sarran  (en occitano Sarran) es una comuna y población de Francia, en la región de Lemosín, departamento de Corrèze, en el distrito de Tulle y cantón de Corrèze.
Su población en el censo de 2008 era de 263 habitantes.
Está integrada en la Communauté de communes des Monédières.

## Demografía
| 381 | 367 | 321 | 293 | 275 | 289 | 263 |
| Para los censos de 1962 a 1999 la población legal corresponde a la población sin duplicidades (Fuente: INSEE [Consultar]) |     |     |     |     |     |     |

## Monumentos y lugares de interés
- La iglesia del siglo XV posee un interesante retablo (se ilumina los sábados por la noche).
- Museo del presidente Jacques Chirac. Expone los objetos regalados al presidente durante su mandato.
- Puy de Sarran. Destaca por su triple calvario y por la extensa panorámica que ofrece sobre el departamento de Corrèze y los montes de Auvernia.

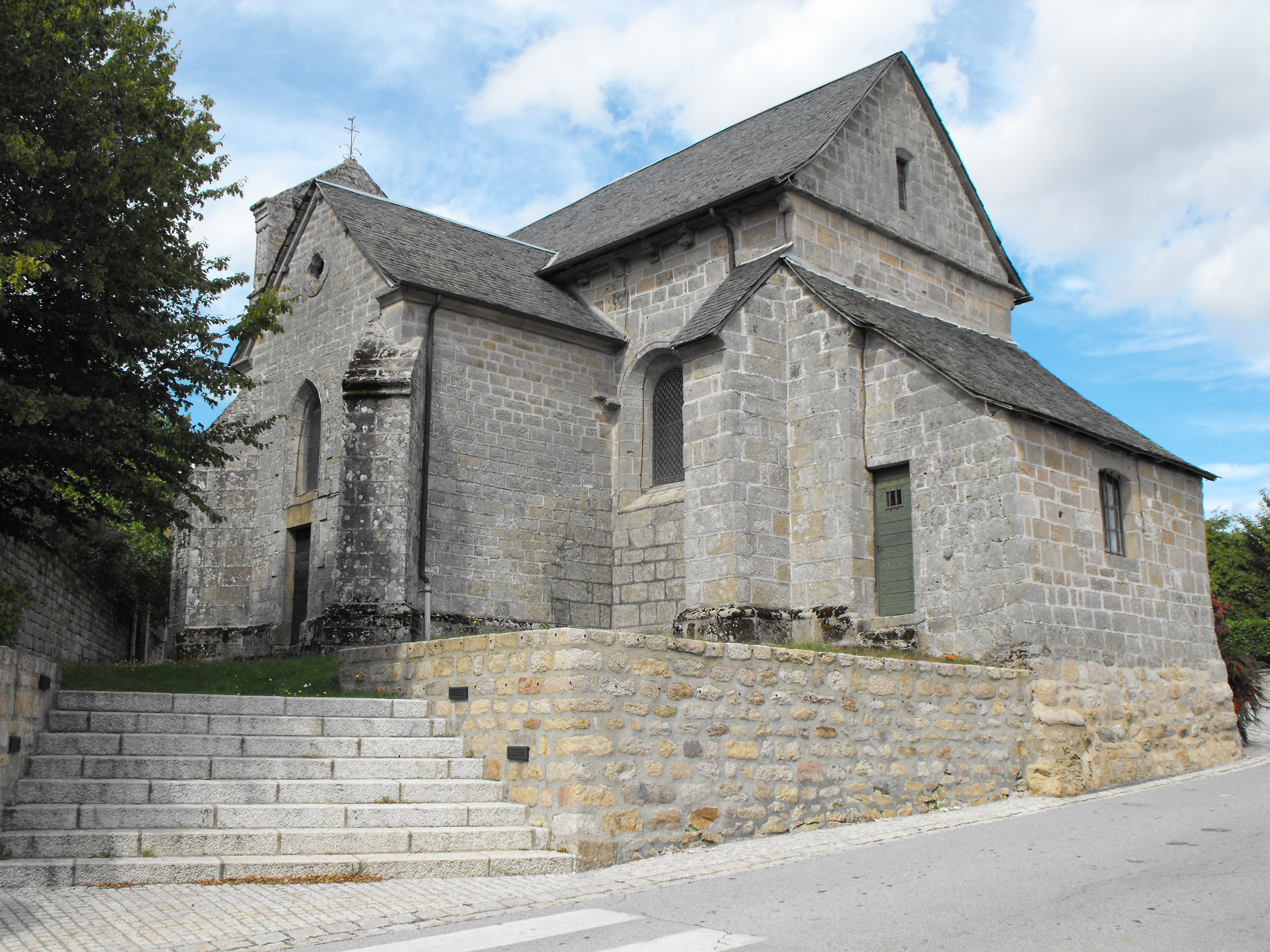
Iglesia de Sarran
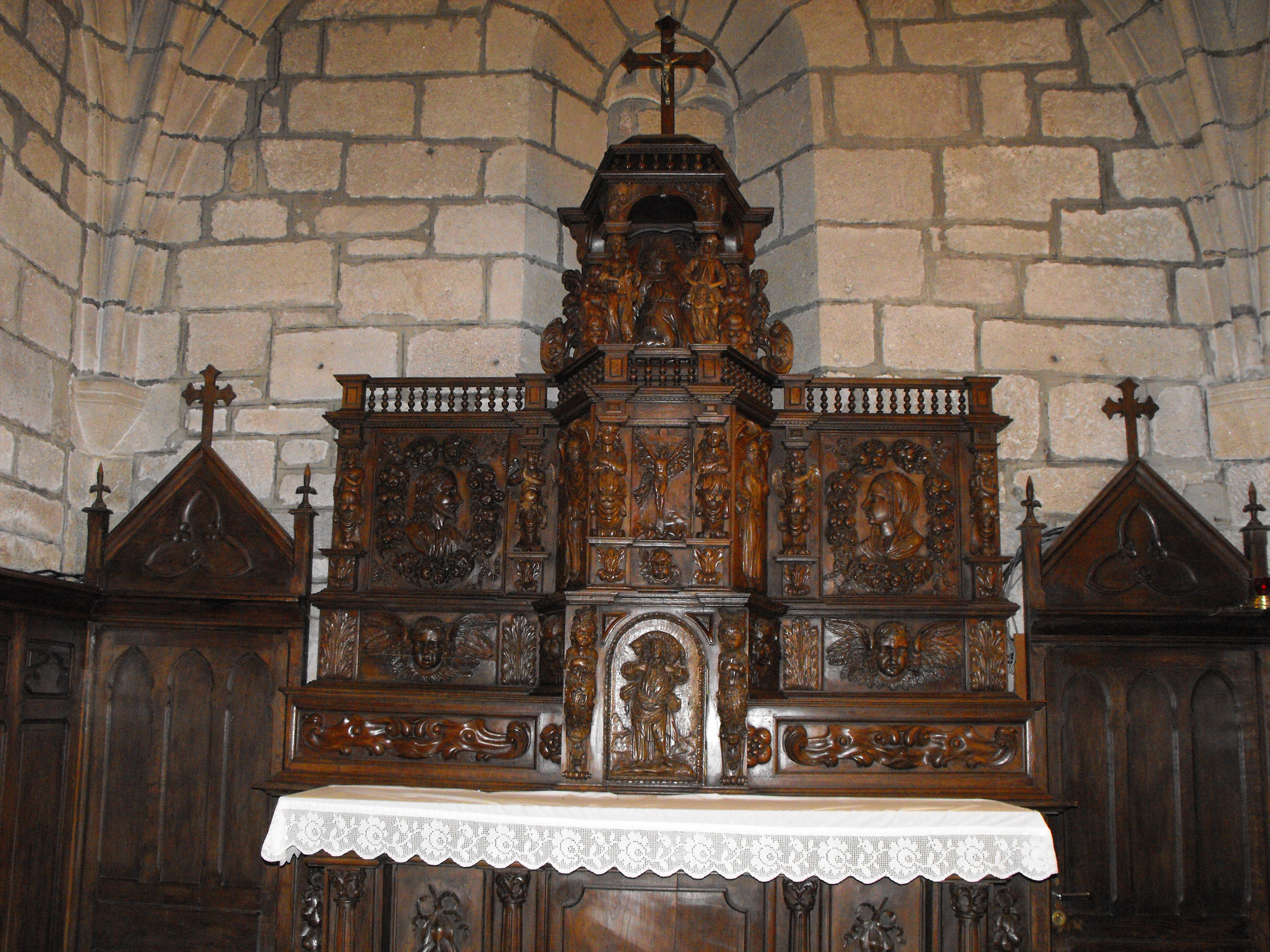
Retablo de la iglesia
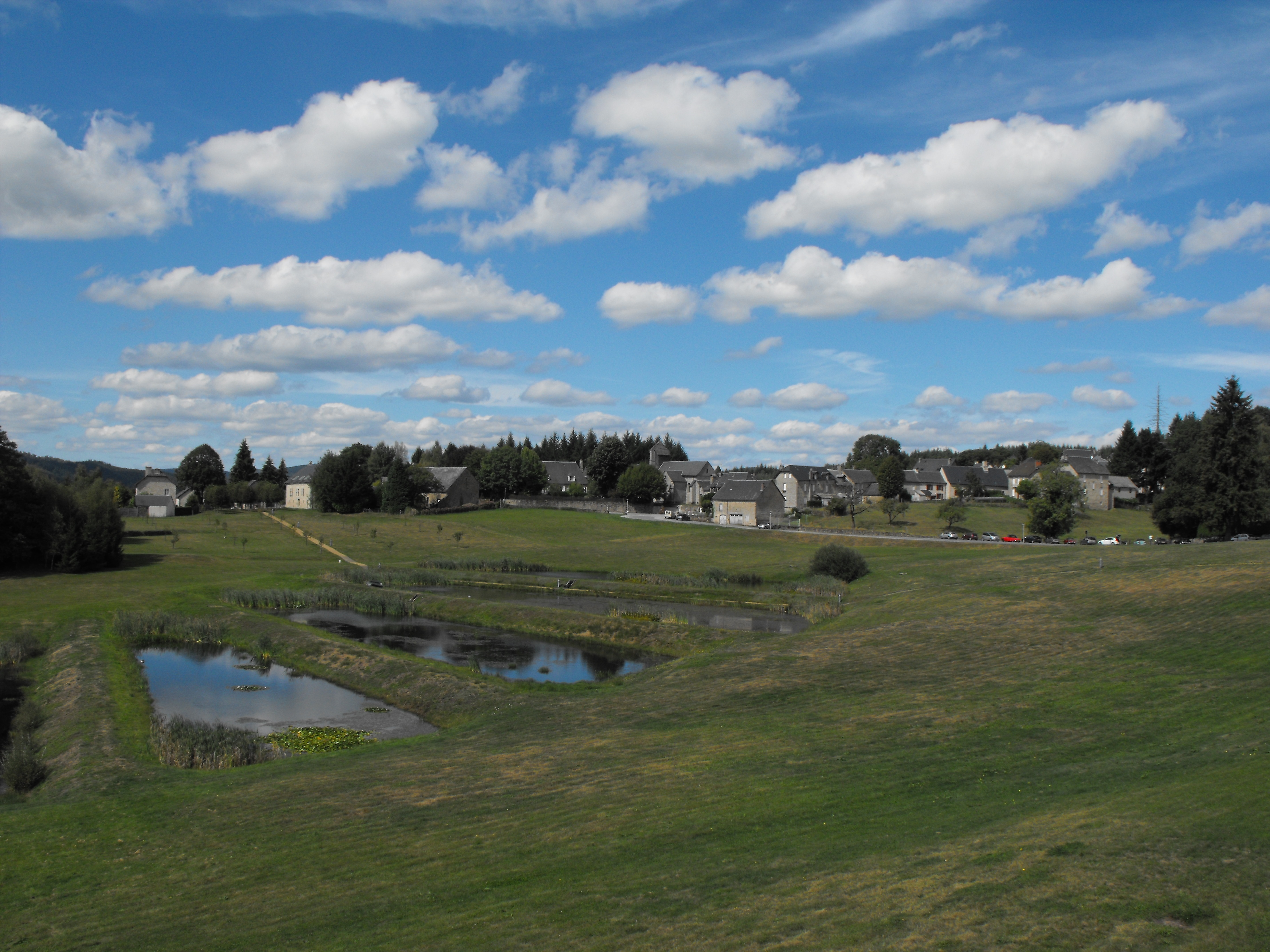
Museo del presidente Jacques Chirac
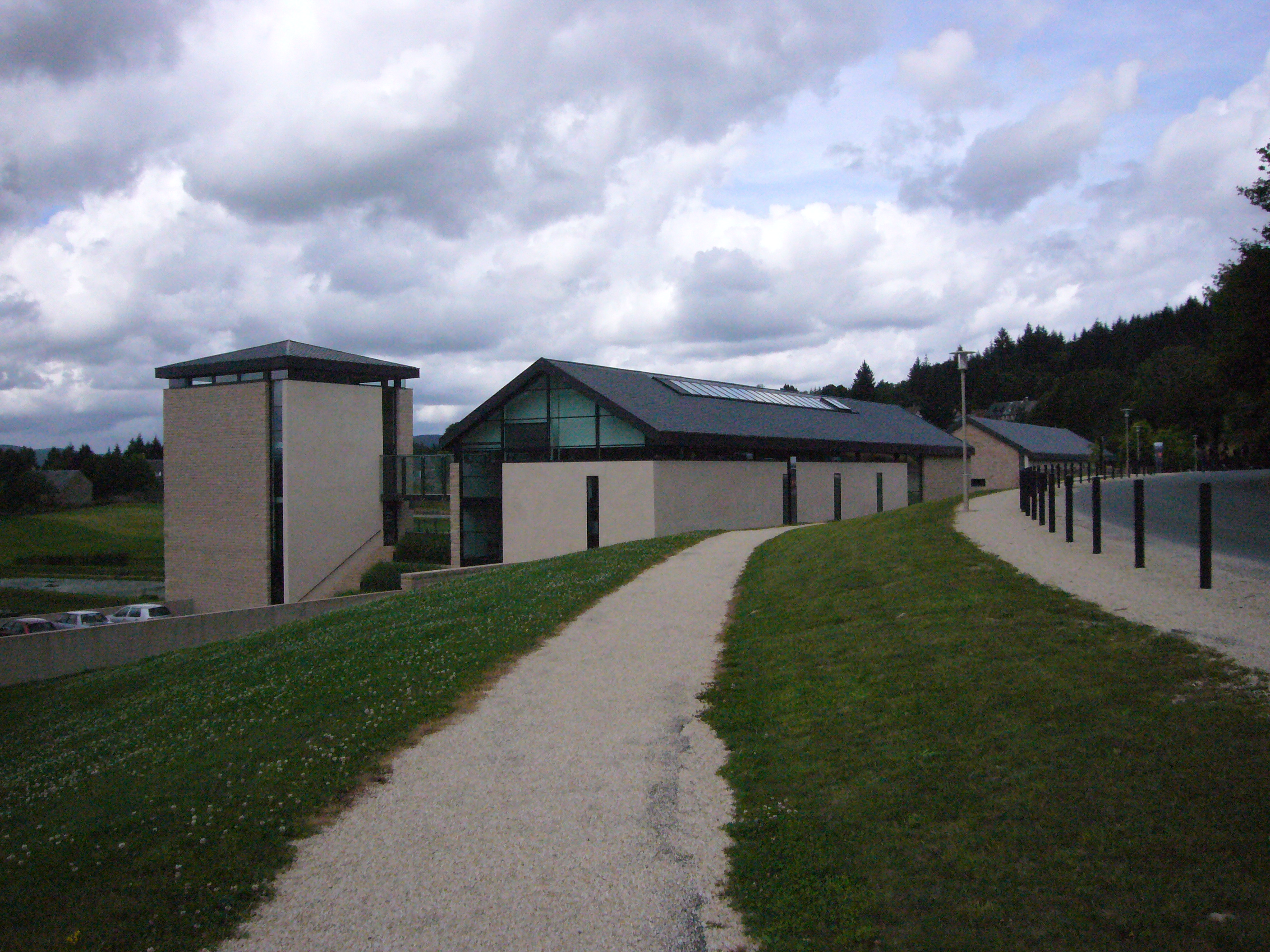
Detalle del museo